# Серро-Бонете
Серро Бонете (исп. Cerro Bonete) — гора на севере провинции Ла-Риоха, Аргентина, у границы с провинцией Катамарка. Высота её вершины 6759 м над уровнем моря (данные SRTM), что делает её пятой по высоте горой Америки (после Аконкагуа, Охос-дель-Саладо, Монте-Писсис и Уаскарана).